# Michel Vaillant (Archive)
Pour les articles homonymes, voir Michel Vaillant (homonymie) et Vaillant.
Ne doit pas être confondu avec Michel Vaillant (bande originale).
 (février 2017).
Si vous disposez d'ouvrages ou d'articles de référence ou si vous connaissez des sites web de qualité traitant du thème abordé ici, merci de compléter l'article en donnant les références utiles à sa vérifiabilité et en les liant à la section « Notes et références ».
Albums de Archive
You All Look the Same to Me
(2002) Michel Vaillant (bande originale du film)
(2003)
Michel Vaillant est le quatrième album du groupe britannique Archive, sorti le 7 octobre 2003. La bande originale du film Michel Vaillant est quant à elle sortie un mois plus tard, également intitulée ichel Vaillant.

## Titres
| No  | Titre             | Durée |
| --- | ----------------- | ----- |
| 1.  | Le Mans           |       |
| 2.  | Bridge Scene      |       |
| 3.  | Hélicoptère       |       |
| 4.  | Come to Me 1      |       |
| 5.  | Vaillant Theme    |       |
| 6.  | Nothing           |       |
| 7.  | Friend            |       |
| 8.  | Nightmare Scene   |       |
| 9.  | Leader Theme      |       |
| 10. | Nightmare is Over |       |
| 11. | Vaillant Acoustic |       |
| 12. | Night Time        |       |
| 13. | Red               |       |
| 14. | Come to Me 2      |       |